# Cantó de Montbéliard-Est
El cantó de Montbéliard-Est és un cantó francès del departament del Doubs, situat al districte de Montbéliard. Compta amb un municipi i part del de Montbéliard.

## Municipis
- Bethoncourt
- Montbéliard (part)

## Història
| Data d'elecció                           | Identitat             | Partit                      | Qualitat |
| ---------------------------------------- | --------------------- | --------------------------- | -------- |
| 1945-1973                                | Ernest Lelache        | SFIO, després divers gauche |          |
| 1973-1985                                | M. Hélias             | PS                          |          |
| 1985-1992                                | Gérard Kuster         | RPR                         |          |
| 1992-1998                                | Monique Rousseau      | RPR                         |          |
| 1998-2011                                | Jacques Hélias        | PS                          |          |
| 2011-                                    | Marie-Noëlle Biguinet | UMP                         |          |
| les dades anteriors no són pas conegudes |                       |                             |          |
|                                          |                       |                             |          |